# Gestemd slagwerk
Gestemd slagwerk zijn slaginstrumenten die over verschillende tonen beschikken. Voorbeelden van gestemd slagwerk zijn: xylofoon, vibrafoon, pauken, buisklokken en de marimba. Dit zijn instrumenten waarop melodieën kunnen worden gespeeld, in tegenstelling tot de instrumenten die tot het ongestemd slagwerk behoren.
Voorbeelden van ongestemd slagwerk zijn de kleine trom, tom-toms, bongo's, conga's, bekkens, triangel en shakers. Het klassieke drumstel behoort voornamelijk tot het ongestemd slagwerk, zoals met trommels als de bassdrum, snaredrum, hihat, high, mid en floor tom, deze hebben geen specifieke toonhoogte.